# Telekomunikacija
Telekomunikacija se javlja kada nastane razmjena informacija između izvora informacije i odredišta informacije s pomoću tehnologije. Komunikacijska tehnologija koristi kanale za prijenos informacija preko fizičkog medija (poput signalnih kabela) ili u obliku elektromagnetskih valova.
Rani načini komunikacije preko velikih udaljenosti su uključivali vizualne signale poput svjetlosne signalizacije, dimnih signala, sustava semafora itd. Moderni sustavi za komunikaciju na velike udaljenosti obično koriste električne ili elektromagnetske tehnologije poput brzojava, telefona, teleprintera, Interneta. 
Revolucija u bežičnom komuniciranju počela je u prvom desetljeću 20. stoljeća, razvojem radio komunikacija. Guglielmo Marconi je prvi uspješno prenio radio signal bežičnim putem preko Atlantskog oceana. Uz njega postoji veliki broj drugih izumitelja koji su zaslužni za razvoj telekomunikacijskih sustava kao npr. Charles Wheatstone i Samuel Morse (brzojav), Alexander Graham Bell (telefon), Edwin Armstrong i Lee de Forest (FM i AM radio), kao i John Logie Baird i Philo Farnsworth (televizija).

## Etimologija riječi
Riječ telekomunikacija (engl. telecommunication) usvojena je iz francuskog jezika.  Ona je složenica od grčke riječi tele- (τηλε-), koja znači "daleko", i latinske riječi communicare, koja znači "podijeliti, učiniti nešto općim ili zajedničkim". Francusku riječ télécommunication prvi je koristio francuski inženjer i književnik Édouard Estaunié, 1904. godine u French Grande École "Télécom ParisTech" poznatijem po imenu "École nationale supérieure des télécommunications".

## Povijest
Povijest komunikacije na daljinu uključuje dimne signale i bubnjanje (vizualnu i auditivnu komunikaciju). U Francuskoj, između Pariza i Lillea, 1792. godine pokrenuta je vizualna brzojavna (telegrafska) linija uporabom sustava semafora i Chappovog koda (prema francuskom inženjeru Claudeu Chappeu koji je sagradio taj sustav). Električni telegraf ušao je u uporabu 1839. godine, iako je Samuel Morse prvu (neuspješnu) demonstraciju svog sustava prikazao još dvije godine ranije (1837. godine). Tridesetak godina kasnije, 1866. godine, položen je prvi transatlantski kabel koji je omogućio trenutnu komunikaciju između Starog i Novog svijeta.

## Osnovni elementi
Osnovni telekomunikacijski sustav se sastoji od tri osnovna dijela koja su uvijek prisutna u nekom obliku:
- Predajnik koji prima informaciju, pretvara ju u signal, te odašilje u prijenosni medij.
- Prijenosni medij koji prenosi signal do odredišta.
- Prijemnik koji prima signal iz prijenosnog medija te ga pretvara nazad u korisnu informaciju.

## Osnovni pojmovi

### Analogne i digitalne komunikacije
Kod telekomunikacijskih sustava razlikujemo analogne signale i digitalne signale te shodno tome telekomunikacijske sustave dijelimo na analogne komunikacijske sustave i digitalne komunikacijske sustave. Kod analognog signala, signal neprekidno mijenja vrijednosti u odnosu na informaciju dok se kod digitalnog signala informacija kodira kao niz diskretnih vrijednosti signala (npr. niz jedinica i nula). Prilikom prijenosa signala, u prijenosnom mediju dolazi do neželjenih pojava poput šumova koji nepovoljno utječu na signal. Analogni signal je posebno osjetljiv na ovakve smetnje. Šum može biti aditivni ili supstraktivni, što znači da se njegova vrijednost može zbrajati s vrijednosti signala kojeg prenosimo, odnosno, može se oduzimati od njega. U oba slučaja on neizbježno mijenja vrijednosti analognog signala, a kako je informacija koju prenosimo ovisna o vrijednosti analognog signala, u krajnjem slučaju može doći do gubitka informacije. Digitalni signal je znatno manje osjetljiv na ovakve smetnje, upravo zato što je informacija kodirana kao niz diskretnih vrijednosti. Ovo je glavna prednost digitalnog signala nad analognim signalom.

### Telekomunikacijska mreža
Telekomunikacijska mreža je skup predajnika, prijemnika i komunikacijskih kanala koji međusobno izmjenjuju poruke. Neke digitalne komunikacijske mreže sadrže jedan ili više usmjerivača koji rade zajedno da bi dostavili informaciju krajnjem korisniku. Analogna komunikacijska mreža se sastoji od jednog ili više komutacijskih polja koja omogućavaju konekciju između dva ili više korisnika. Kod obje telekomunikacijske mreže, ako se komunikacija vrši na velikim udaljenostima, potrebno je pojačati signal. Prilikom prijenosa signala u prijenosnom mediju dolazi do gušenja signala što u krajnjem slučaju može dovesti do nemogućnosti izdvajanja signala od šuma.[12] Još jedna prednost digitalnih sustava nad analognim sustavima je jednostavnije pohranjivanje, npr. dvije vrijednosti napona (visoka i niska) je jednostavnije pohraniti nego niz neprekidnih vrijednosti.

### Komunikacijski kanal
Izraz "kanal" ima dva značenja. Prvo značenje možemo definirati na sljedeći način. Kanal, također zvan prijenosni kanal, je fizički medij koji prenosi signal između predajnika i prijemnika. Primjer ovoga bi uključivao, atmosferu za za prijenos zvučnih komunikacija, optičko vlakno za neku vrstu optičkih komunikacija, koaksijalni kabel za komunikacije pomoću napona i struje, slobodni prostor za komunikacije pomoću vidljive svjetlosti, infracrvenih valova, ultraljubičastog svjetla i radio valova.
Drugo značenje možemo definirati na sljedeći način. Kanal, također zvan komunikacijski kanal, je dio fizičkog medija. U jednom fizičkom mediju je moguće slati više tokova informacija istovremeno. Svaki od tih tokova pojedinačno se naziva komunikacijski kanal. Npr. jedna radijska postaja može odašiljati radio valove u slobodni prostor na frekvenciji od 94.5 MHz, dok, istovremeno, druga radijska postaja može u isti slobodni prostor odašiljati radio valove na frekvenciji od 96.1 MHz. Svaka radijska postaja bi odašiljala signale u pojasu od približno 180 kHz, centriranih na gore navedenim frekvencijama, koje se nazivaju noseće frekvencije. U teoriji, broj komunikacijskih kanala u nekom mediju može biti beskonačan, međutim u praksi, broj komunikacijskih kanala je ograničen trenutnim stupnjem tehnologije (npr. osjetljivosti prijemnika).

### Modulacija
Oblik signala koji nosi informaciju često se naziva modulacija signala. Modulacija se može koristiti na način da digitalnu poruku predstavimo analognim valnim oblikom. Modulaciju također možemo koristiti da bi prenijeli informaciju analognim signalom niske frekvencije, na višoj frekvenciji. Ovo je izrazito korisno iz razloga što se analogni signali niske frekvencije ne mogu efikasno prenijeti kroz slobodan prostor. Takav signal više frekvencije se naziva val nosioc. Postoji nekoliko različitih modulacijskih postupaka kojima se ovo dobiva, među kojima su dva osnovna, amplitudna modulacija (AM) i frekvencijska modulacija (FM).

## Telekomunikacije danas
- mobiteli
- Internet